# Hele Miaocu
Hele Miaocu (kinesiska: 合乐苗簇乡, 合乐苗簇) är en socken i Kina. Den ligger i provinsen Sichuan, i den sydvästra delen av landet, omkring 320 kilometer sydost om provinshuvudstaden Chengdu.
Genomsnittlig årsnederbörd är 1 326 millimeter. Den regnigaste månaden är juni, med i genomsnitt 216 mm nederbörd, och den torraste är januari, med 26 mm nederbörd.